# یوتی‌سی ۱۲:۰۰+
|  | یوتی‌سی ۰۳:۰۰+ | MSK−1: زمان کالینینگراد |
|  | یوتی‌سی ۰۴:۰۰+ | MSK: زمان مسکو          |
|  | یوتی‌سی ۰۶:۰۰+ | MSK+2: زمان یکاترینبرگ  |
|  | یوتی‌سی ۰۷:۰۰+ | MSK+3: زمان اومسک       |
|  | یوتی‌سی ۰۸:۰۰+ | MSK+4: زمان کرانسنویارک |
|  | یوتی‌سی ۰۹:۰۰+ | MSK+5: زمان ایرکوتس     |
|  | یوتی‌سی ۱۰:۰۰+ | MSK+6: زمان یاکوتسک     |
|  | یوتی‌سی ۱۱:۰۰+ | MSK+7: زمان ولادی‌وستوک  |
|  | یوتی‌سی ۱۲:۰۰+ | MSK+8: زمان ماگادان     |

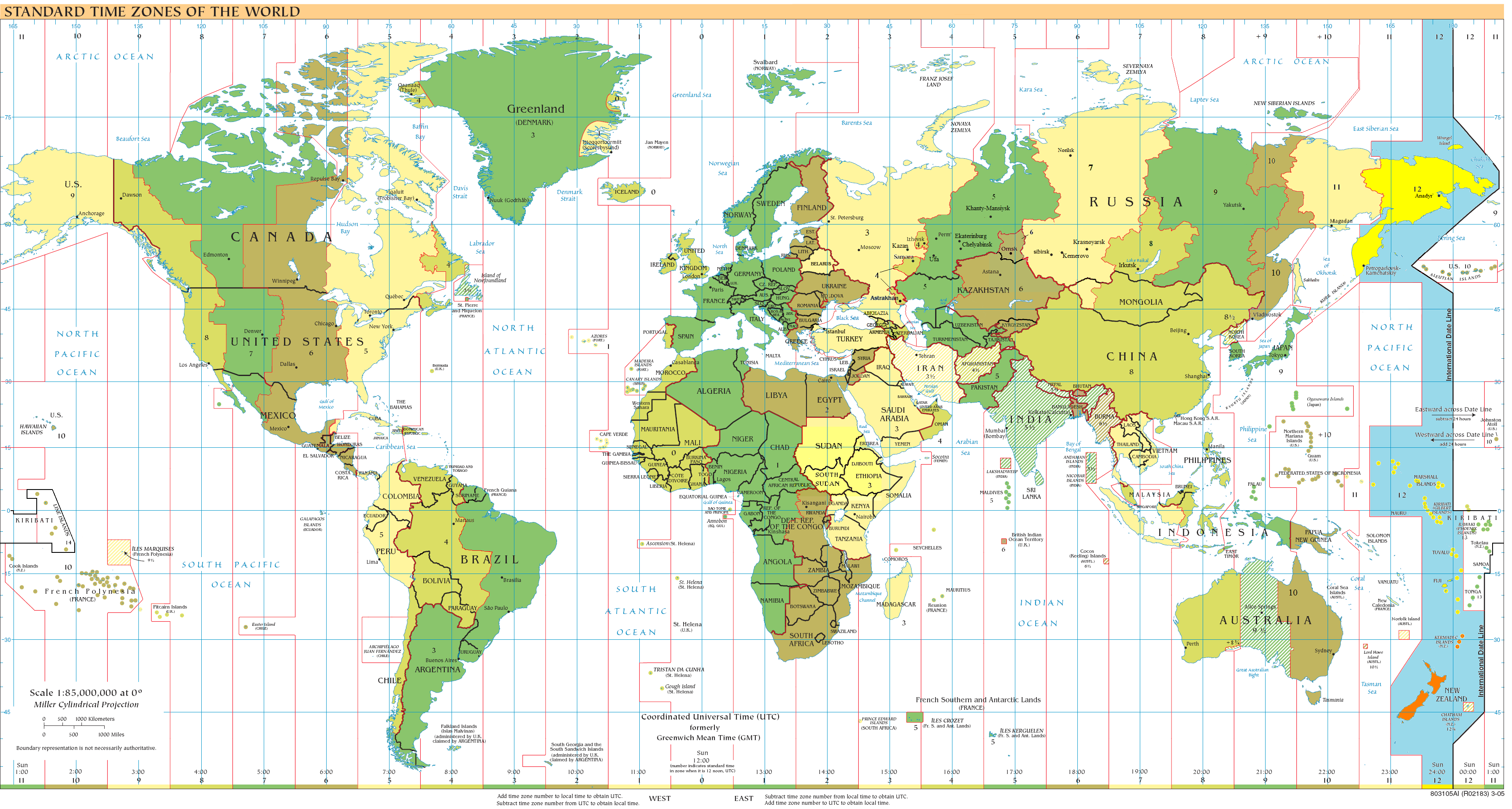
UTC+12 2010: آبی (دسامبر), نارنجی (ژوئن), زرد (تمام سال), آبی روشن - محدوده دریا

هم‌اکنون زمان‌بندی گرینویچ به علاوه ۱۲:۰۰+ (به انگلیسی: UTC+12:00) برای اندازه‌گیری زمان کاربرد دارد.

## زمان استاندارد در تمام سال
- کیریباتی
  - جزایر گیلبرت و بنابا
- جزایر مارشال
- نائورو
- روسیه
  - چوکوتکا
  - کرای کامچاتکا
  - جزایر کوریل
  - استان ماگادان
  - یاقوتستان (بخش‌های شرقی)
- تووالو
- جزیره ویک (آمریکا)
- والیس و فوتونا (فرانسه)

## زمان استاندار نیمکره شمالی)
- نیوزیلند (به جز جزایر چاتام)
- فیجی